# Eugène Kangulungu
 (avril 2025).
La mise en forme du texte ne suit pas les recommandations de Wikipédia : il faut le « wikifier ».
Les points d'amélioration suivants sont les cas les plus fréquents. Le détail des points à revoir est peut-être précisé sur la page de discussion.
- Les titres sont pré-formatés par le logiciel. Ils ne sont ni en capitales, ni en gras.
- Le texte ne doit pas être écrit en capitales (les noms de famille non plus), ni en gras, ni en italique, ni en « petit »…
- Le gras n'est utilisé que pour surligner le titre de l'article dans l'introduction, une seule fois.
- L'italique est rarement utilisé : mots en langue étrangère, titres d'œuvres, noms de bateaux, etc.
- Les citations ne sont pas en italique mais en corps de texte normal. Elles sont entourées par des guillemets français : « et ».
- Les listes à puces sont à éviter, des paragraphes rédigés étant largement préférés. Les tableaux sont à réserver à la présentation de données structurées (résultats, etc.).
- Les appels de note de bas de page (petits chiffres en exposant, introduits par l'outil «  Source ») sont à placer entre la fin de phrase et le point final[comme ça].
- Les liens internes (vers d'autres articles de Wikipédia) sont à choisir avec parcimonie. Créez des liens vers des articles approfondissant le sujet. Les termes génériques sans rapport avec le sujet sont à éviter, ainsi que les répétitions de liens vers un même terme.
- Les liens externes sont à placer uniquement dans une section « Liens externes », à la fin de l'article. Ces liens sont à choisir avec parcimonie suivant les règles définies. Si un lien sert de source à l'article, son insertion dans le texte est à faire par les notes de bas de page.
- La présentation des références doit suivre les conventions bibliographiques. Il est recommandé d'utiliser les modèles {{Ouvrage}}, {{Chapitre}}, {{Article}}, {{Lien web}} et/ou {{Bibliographie}}. Le mode d'édition visuel peut mettre en forme automatiquement les références.
- Insérer une infobox (cadre d'informations à droite) n'est pas obligatoire pour parachever la mise en page.

Pour une aide détaillée, merci de consulter Aide:Wikification.
Si vous pensez que ces points ont été résolus, vous pouvez retirer ce bandeau et améliorer la mise en forme d'un autre article.
 (avril 2025).
Si vous disposez d'ouvrages ou d'articles de référence ou si vous connaissez des sites web de qualité traitant du thème abordé ici, merci de compléter l'article en donnant les références utiles à sa vérifiabilité et en les liant à la section « Notes et références ».
Eugène Kangulungu, né le 19 janvier 1976 au Zaïre, est un ancien footballeur congolais qui évoluait au poste de défenseur. Le défenseur a passé la majeure partie de sa carrière dans le football amateur français.

## Carrière
Kangulungu commence sa carrière active de joueur de football en 1994 avec le CS Fontainebleau, qui évoluait jusqu'à cette date dans le meilleur groupe de CFA D4. En 1995, après cinq matchs gagnés, il est transféré du CS Fontainebleau au Havre AC, qui évoluait en Division 1, la plus prestigieuse catégorie du football français. Après seulement un an, il a rejoint le Red Star Saint-Ouen dans la division 2, la plus haute ligue de football en France. En 1998, il a fait son entrée dans une autre équipe. Ce jour-là, il s'est rendu à Noisy-le-Sec pour jouer dans le club olympique de Noisy-le-Sec, qui évolue en National (D3). De 1998 à 2001, Kangulungu a participé à 85 compétitions pour le compte de l'association et a remporté un trophée. En 2001, il a rejoint le FC Pau, qui évolue en Ligurie. Pour le club de football de Pau, il a remporté 23 victoires en Ligues et en a gagné deux. En 2002, il est devenu l'un des meilleurs joueurs du CS Louhans-Cuiseaux, une association de clubs bourguignons située à proximité de Chalon-sur-Saône, dans le département de Saône-et-Loire. Pour le club sportif, il a participé à 28 compétitions.
En 2003, il fait connaissance avec le football en Angleterre, lorsque Kangulungu est transféré le 19 septembre 2003 à Plymouth Argyle, dans la troisième division du football anglais, la Football League One[2], mais il ne joue pas chez les Britanniques et est donc renvoyé en France à la fin de l'année, où il est à nouveau accueilli par le FC Pau, un club de troisième division. En 2005, il quitte à nouveau Pau pour jouer pendant un an au Bergerac Foot, dans la sixième division d'Honneur Aquitaine.
En 2006, il a rejoint son ancien club, le Red Star Saint-Ouen, qui avait entre-temps été relégué en quatrième division, la CFA, groupe D. Il a ensuite été engagé dans une équipe de football. Kangulungu est devenu titulaire dans l'équipe et a joué 59 matchs pour le club jusqu'à l'été 2008, inscrivant quatre buts. Peu avant le début de la saison 2008/2009, il a été transféré à l'ES Viry-Châtillon, pour lequel il a disputé 26 matchs jusqu'à la fin de la saison.

### International
En 2003, Kangulungu a fait partie de l'équipe nationale de la République démocratique du Congo. Il a été appelé pour la première fois en équipe nationale lors du match de qualification pour la Coupe d'Afrique des Nations contre le Swaziland le 8 juin 2003. Lors de la victoire 2-0, il a été titulaire et a joué 90 minutes.